# Moscow, Kansas
Moscow [ˈmɒskoʊ] är en ort i Stevens County i Kansas. Vid 2010 års folkräkning hade Moscow 310 invånare.